# Dounkou
Dounkou est une localité située dans le département de Toéni de la province du Sourou dans la région de la Boucle du Mouhoun au Burkina Faso.

## Géographie
Le village est traversé par la route nationale 21.

## Santé et éducation
Le village possède une école primaire publique.